# Acentrophryne dolichonema
Acentrophryne dolichonema is een  straalvinnige vissensoort uit de familie van linophryden (Linophrynidae). De wetenschappelijke naam van de soort is voor het eerst geldig gepubliceerd in 2005 door Pietsch & Shimazaki.